# Национальный совет Австрии

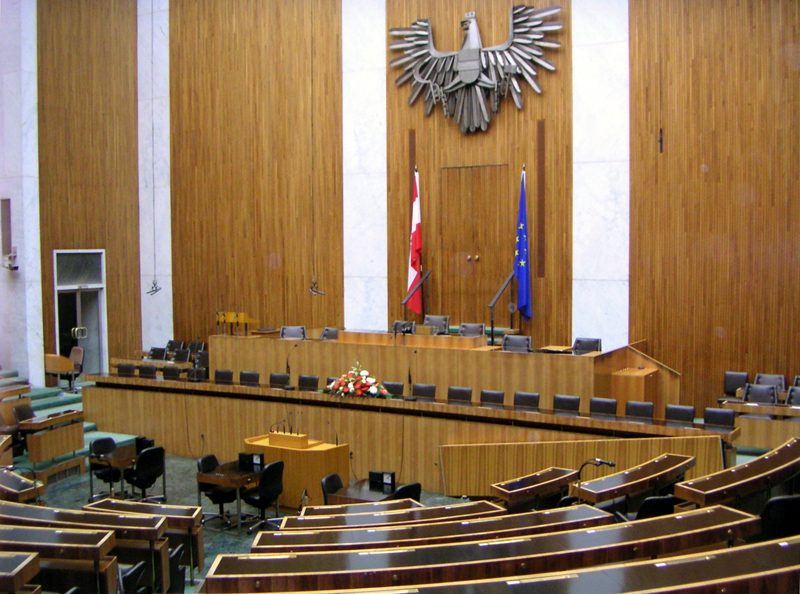
Зал заседаний

Национальный совет Австрии (нем. Nationalrat, Национальрат) — нижняя палата Федерального собрания, парламента Австрийской Республики.

## Состав и срок полномочий
Национальный совет состоит из 183 депутатов, которые избираются путём всеобщего прямого тайного голосования сроком на пять лет, ранее на четыре года. 

## Роспуск
Срок полномочий палаты может окончиться раньше, чем спустя 5 лет после избрания, если простое большинство проголосует за роспуск. Кроме того, правом досрочного роспуска Национального совета обладает федеральный президент; в политической практике Второй республики этого ни разу не происходило. 

## Избирательная система

### Избирательное право
Правом голоса обладает каждый гражданин Австрии, достигший 16 лет.

### Избирательные ведомства
Регистрацию кандидатских список и подсчёт голосов осуществляют:
- на общегосударственном уровне — Федеральное избирательное ведомство (Bundeswahlbehörde), состоящее из Федерального министерства внутренних дел и 17 членов, назначаемые Федеральным правительством по предложению партий представленных в Национальном совете;
- на уровне земель — Земельные избирательные ведомства (Landeswahlbehörden), каждое из которых состоит из ландесгауптмана и 9 членов;
- на уровне округов — Окружные избирательные ведомства (Bezirkswahlbehörden), каждое из которых состоит из бецирксгауптмана и 9 членов;
- на уровне избирательного участка — участковые избирательные ведомства (Sprengelwahlbehörden), каждое из которых состоит из бургомистра и 3 членов[2].

### Избирательный процесс
Избрание депутатов происходит по пропорциональной системе с открытым списком. Территория Австрии разбивается на 43 избирательных округа. Округа не могут пересекать границы федеральных земель. Правила разбития на избирательные округа составлены так, чтобы предотвратить джерримендеринг. Количество мест, приписанных к данному округу, пропорционально численности населения округа. Для того, чтобы получить одно место в Национальном совете, нужно набрать количество голосов, равное суммарному количеству поданных голосов, делённому на количество приписанных к округу мест. Те места, которые не были распределены на уровне округов, распределяются на региональном уровне по тому же принципу; те места, которые не были распределены на региональном уровне, распределяются на федеральном уровне при помощи метода д’Ондта, при этом к распределению допускаются только партии, набравшие не менее 4 процентов голосов по всей стране.
Система открытых партийных списков означает, что, помимо голосования за партию, избиратель может указать в бюллетене конкретного члена данной партии. Если кандидат набрал достаточное количество таких индивидуальных голосов, его ранг внутри партийного списка повышается. При распределении мест в парламенте между членами одной партии приоритет имеют
кандидаты с более высоким рангом.

### Избирательные округа
- Избирательный округ №1A «Бургенланд-Север»;
- Избирательный округ №1B «Бургенланд-Юг»;
- Избирательный округ №9A «Внутренняя Вена-Юг»;
- Избирательный округ №9B «Внутренняя Вена-Запад»;
- Избирательный округ №9C «Внутренняя Вена-Восток»;
- Избирательный округ №9D «Вена-Юг»;
- Избирательный округ №9E «Вена-Юго-Запад»;
- Избирательный округ №9F «Вена-Северо-Запад»;
- Избирательный округ №9G «Вена-Север»;
- Избирательный округ №4A «Линц и окрестности»;
- Избирательный округ №4B «Линц-Внутренний квартал»;
- Избирательный округ №4C «Линц-Хаусрукквартал»;
- Избирательный округ №4D «Линц-Траунквартал»;
- Избирательный округ №4E «Линц-Мюльквартал»;
- Избирательный округ №2A «Клагенфурт»;
- Избирательный округ №2B «Филлах»;
- Избирательный округ №2C «Каринтия-Запад»;
- Избирательный округ №2D «Каринтия-Восток»;
- Избирательный округ №3A «Венский квартал»;
- Избирательный округ №3B «Лесной квартал»;
- Избирательный округ №3C «Мостквартал»;
- Избирательный округ №3D «Нижняя Австрия-Центр»;
- Избирательный округ №3E «Нижняя Австрия-Юг»;
- Избирательный округ №3F «Термальный регион»;
- Избирательный округ №3G «Нижняя Австрия-Восток»;
- Избирательный округ №5A «Зальцбург-Город»;
- Избирательный округ №5B «Флахгау/Тенненгау»;
- Избирательный округ №5C «Лунгау/Пинцгау/Понгау»;
- Избирательный округ №6A «Грац и окрестности»;
- Избирательный округ №6B «Восточная Штирия»;
- Избирательный округ №6C «Западная Штирия»;
- Избирательный округ №6D «Верхняя Штирия»;
- Избирательный округ №7A «Инсбрук»;
- Избирательный округ №7B «Инсбрук-Сельский»;
- Избирательный округ №7C «Нижняя земля»;
- Избирательный округ №7D «Верхняя земля»;
- Избирательный округ №7E «Восточный Тироль»;
- Избирательный округ №8A «Форарльберг-Север»;
- Избирательный округ №8B «Форарльберг-Юг».

## Структура
- Председатель Национального совета (Präsident des Nationalrates), который избирается Национальным советом, обеспечивает соблюдение регламента, председательствует на заседаниях и распределяет вопросы для обсуждения между комитетами.
- В случае, если председатель не может исполнять свои обязанности, его замещает второй (Zweite Nationalratspräsidenten) или третий (Dritte Nationalratspräsidenten) председатель. Кроме того, председатель может распорядиться о том, что второй или третий председатель будет вместо него руководить во время заседания;
- После избрания председателя избираются пять секретарей и не менее трёх лиц, обязанных следить за порядком;
- Депутаты, представляющие одну и ту же участвовавшую в избирательной кампании партию, имеют право объединиться в клуб, состоящий из не менее чем 5 членов

## Законодательство
Все законы и договоры должны быть утверждены Национальным советом. Бундесрат (Федеральный совет, вторая палата австрийского парламента) имеет право вето на законопроекты Национального совета, однако сила последнего состоит в том, что он может обойти вето бундесрата повторным голосованием и принять законопроект.

## Комитеты
- (политико-правовые вопросы)
  - Комитет по вопросам внешней политики (Außenpolitischer Ausschuss)
  - Комитет по внутренним делам (Ausschuss für innere Angelegenheiten)
  - Комитет по юстиции (Justizausschuss)
  - Комитет по вопросам обороны (Landesverteidigungsausschuss)
  - Конституционный комитет (Verfassungsausschuss)
- (экономические вопросы)
  - Комитет по экономике и промышленности (Ausschuss für Wirtschaft und Industrie);
  - Комитет по бюджету (Budgetausschuss)
  - Комитет по сельскому и лесному хозяйству (Ausschuss für Land- und Forstwirtschaft)
  - Комитет по строительству (Bautenausschuss)
  - Комитет по финансам (Finanzausschuss)
  - Комитет по делам счётной палаты (Rechnungshofausschuss)
  - Комитет по транспорту (Verkehrsausschuss)
- (социальные вопросы)
  - Комитет по образованию (Unterrichtsausschuss)
  - Комитет по вопросам здравоохранения (Gesundheitsausschuss);
  - Комитет по вопросам культуры (Kulturausschuss)
  - Комитет по вопросам труда и социального обеспечения (Ausschuss für Arbeit und Soziales);
  - Комитет по вопросам семьи (Familienausschuss);
  - Комитет по науке, инноваций и технологий (Ausschuss für Forschung, Innovation und Technologie);
  - Комитет по защите прав потребителей (Ausschuss für Konsumentenschutz);
  - Комитет по защите прав человека (Ausschuss für Menschenrechte);
  - Комитет по делам спорта (Ausschuss für Sportangelegenheiten);
  - Комитет по делам туризма (Tourismusausschuss);
  - Комитет по вопросам окружающей среды (Umweltausschuss);
  - Комитет по науке (Wissenschaftsausschuss);
- (прочее)
  - Главный комитет (Hauptausschuss)
  - Комитет по регламенту (Geschäftsordnungsausschuss)
  - Комитет по иммунитету (Immunitätsausschuss)
  - Комитет по петициям и гражданским инициативам (Ausschuss für Petitionen und Bürgerinitiativen)
  - Комитет по делам Южного Тироля (Südtirol-Unterausschuss);
  - Комитет народных адвокатов (Volksanwaltschaftsausschuss).